# Dura pseudalba
Dura pseudalba är en fjärilsart som beskrevs av Holloway 1999. Dura pseudalba ingår i släktet Dura och familjen tofsspinnare. Inga underarter finns listade i Catalogue of Life.